# 枕崎市立別府小学校
枕崎市立別府小学校（まくらざきしりつべっぷしょうがっこう）は、鹿児島県枕崎市別府西町にある市立小学校。

## 概要
児童数は122名。（平成27年5月1日現在）
枕崎市街地から東へ6km、海岸から3kmの台地に位置し、北側には茶畑が広がっている。

## 歴史
- 1879年（明治12年） - 創立。
- 1949年（昭和24年） - 枕崎町が市制施行し枕崎市となったのに伴い、枕崎市立別府小学校に改称。

## 通学区域
別府小学校の通学区域は以下の区域が指定されている。
- 枕崎市
  - 豊留町、板敷本町、板敷南町、板敷西町、瀬戸町、別府西町、別府東町、国見町、仁田浦町、白沢北町、白沢東町、白沢西町、あけぼの町、小塚町、茅野町、下松町、駒水町、まかや町、里町の全域

## 進学先中学校
- 枕崎市立別府中学校